# Rezolucja Rady Bezpieczeństwa ONZ nr 2728
Rezolucja Rady Bezpieczeństwa ONZ nr 2728 została przyjęta 25 marca 2024 roku.
Rada żąda zaprzestania działań wojennych podczas Ramadanu, co miałoby doprowadzić do stałego (ang. lasting) zawieszenia broni. Ponadto wzywa stronę palestyńską do bezwarunkowego uwolnienia wszystkich zakładników oraz wymaga aby wszyscy zaangażowani w wojnę Izraela z Hamasem przestrzegali swoich obowiązków wynikających z prawa międzynarodowego w stosunku do przetrzymywanych przez nich osób.
Rezolucja przyjęta 14 głosami „za”, przy wstrzymaniu się od głosu Stanów Zjednoczonych.

## Tło
Rezolucja 2728 została zaproponowana przez grupę E-10 (członków niestałych) pod przywództwem Algierii i była następstwem chińskiego i rosyjskiego weta amerykańskiego projektu rezolucji w sprawie zawieszenia broni z dnia 22 marca 2024 roku.
Proponowana przez Rosję poprawka polegająca na umieszczeniu słowa „trwały” (ang. permanent) w celu określenia zawieszenia broni w pierwszym akapicie rezolucji nie została przyjęta.
W odpowiedzi na niezawetowanie uchwały przez Stany Zjednoczone, zgodnie z wcześniejszymi zapowiedziami premier Izraela Binjamin Netanjahu odwołał wyjazd izraelskiej delegacji do USA w celu omówienia wstrzymania ofensywy na Rafah.